# Amperomierz

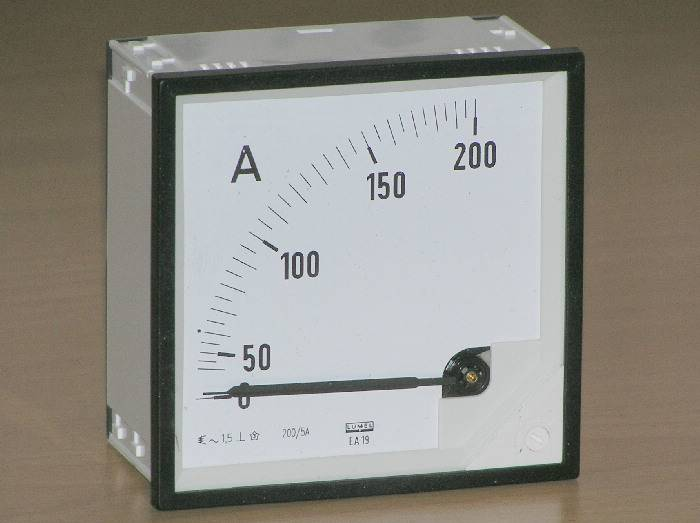
Amperomierz tablicowy

Amperomierz – przyrząd pomiarowy służący do pomiaru natężenia prądu elektrycznego. W zależności od zakresu amperomierza używane są też nazwy: kiloamperomierz, miliamperomierz, mikroamperomierz.

## Odmiany
Przewody doprowadzające prąd poddany pomiarowi
     Sprężyna napinająca wskazówkę

Zasada działania amperomierza magnetoelektrycznego
Przewody doprowadzające prąd poddany pomiarowi
Sprężyna napinająca wskazówkę

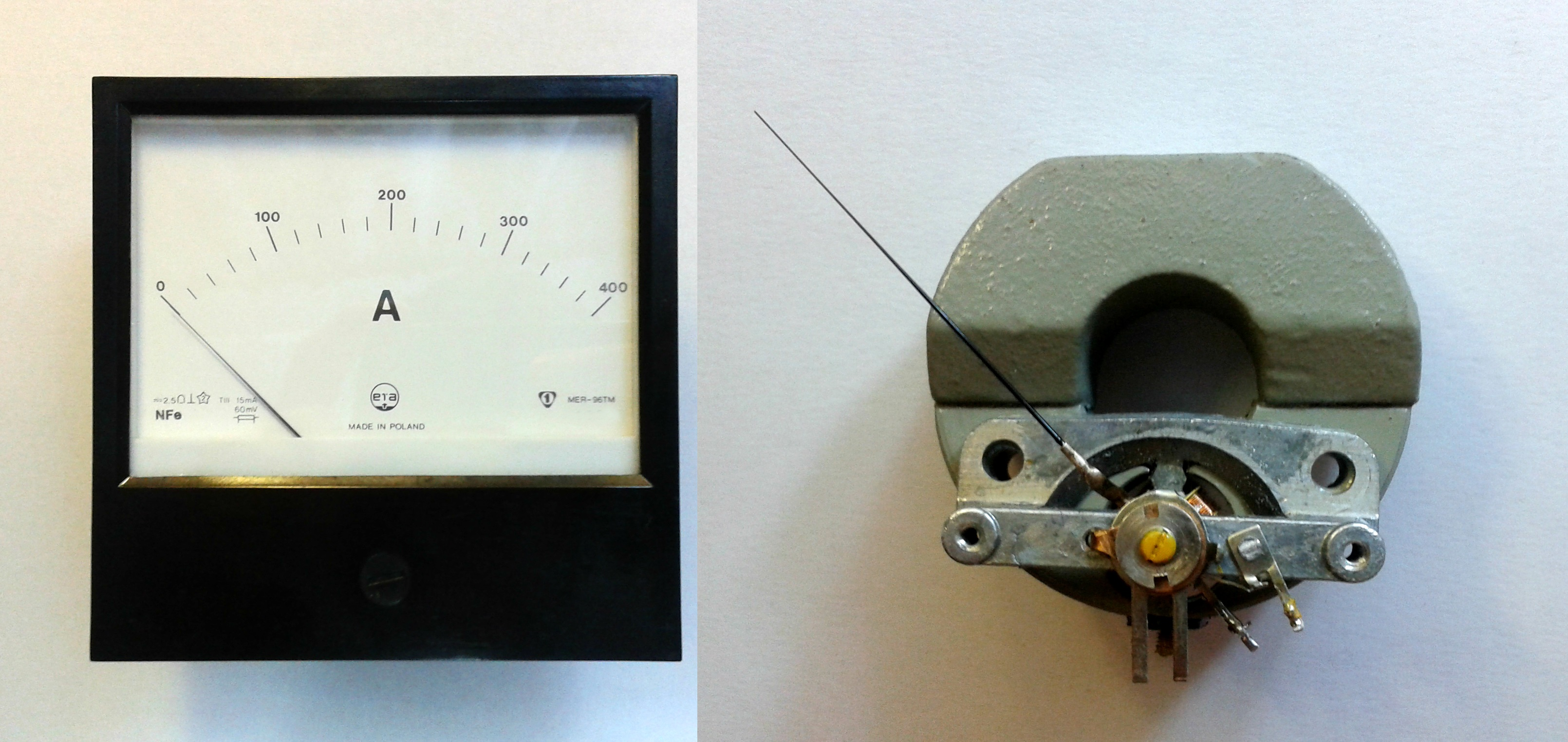
Amperomierz tablicowy oraz jego magnetoelektryczny ustrój pomiarowy.

Pomiaru natężenia prądu dokonuje się poprzez oddziaływanie przewodnika z prądem i pola magnetycznego budując następujące rodzaje amperomierzy:
- magnetoelektryczny;
- elektromagnetyczny;
- elektrodynamiczny;
- indukcyjny.

Stosowane są też amperomierze cieplne i termoelektryczne wykorzystujące efekt nagrzewania się przewodu, w którym płynie prąd. Amperomierze cieplne stosuje się w obwodach wielkiej częstotliwości gdzie indukcyjność cewki amperomierza magnetycznego wprowadzałaby duże zmiany w obwodzie.
Specjalną odmianą amperomierzy są amperomierze cęgowe, których nie podłącza się do obwodu elektrycznego, a otaczają przewód w którym jest mierzone natężenie prądu.
Amperomierze mierząc prąd zmienny w zależności od typu amperomierza mierzą wartość średnią prądu (magnetoelektryczny) lub wartość skuteczną (elektrodynamiczne, elektromagnetyczne, indukcyjne, cieplne i termoelektryczne).
Przy pomiarach prądu stałego, dla zwiększenia zakresu pomiarowego, cewkę ustroju łączy się równolegle z bocznikiem, przez który płynie część prądu. Wówczas odchylenie organu ruchomego mikroamperomierza jest proporcjonalne do prądu płynącego przez cały układ miernika. Współczynnik proporcjonalności pozwalający wyznaczyć rzeczywistą wartość prądu odpowiada, z pewną dokładnością, wartości stosunku rezystancji ustroju do rezystancji wewnętrznej całego miernika, wynikającej z równoległego połączenia rezystancji ustroju oraz bocznika. Do pomiaru dużych prądów stałych stosuje się również przekładniki prądu stałego tzw. transduktory. Ze względu na wyższe koszty rzadko stosowane.
Do rozszerzenia zakresu pomiarowego amperomierza przy pomiarach prądu przemiennego wykorzystuje się układ amperomierza z przekładnikiem prądowym.
Amperomierz jest włączany szeregowo w obwód elektryczny. Idealny amperomierz posiada nieskończenie małą rezystancję wewnętrzną. W amperomierzach rzeczywistych wartość rezystancji wewnętrznej jest różna od zera. W związku z tym występuje na nich spadek napięcia mający wpływ na dokładność wyniku dokonanego pomiaru. Rezystancję wewnętrzną amperomierza można pominąć w pomiarach technicznych, przy zachowaniu warunków znamionowych pomiaru.